# Оллчерч, Лен
Ле́онард «Лен» О́ллчерч (англ. Leonard "Len" Allchurch; 12 сентября 1933, Суонси, Уэльс — 16 ноября 2016) — валлийский футболист, полузащитник. Участник чемпионата мира 1958, но не сыграл там ни одного матча. Брат Айвора Оллчерча.

## Спортивная карьера
Начал карьеру в клубе «Суонси Таун» в 1950 году. Через пять лет выступлений был приглашён в состав сборной Уэльса, за которую провёл 11 матчей.
В 1961 году перешёл в английский клуб «Шеффилд Юнайтед» и выступал за него 4 года. Затем 4 сезона провёл в клубе «Стокпорт Каунти», после чего вернулся в Уэльс, где завершил карьеру в «Суонси Сити» в 1971 году.